# 非凡的公主—希瑞
《非凡的公主—希瑞》（英語：She-Ra: Princess of Power）是美国FILMATION在1985年根據美泰兒公司的同名玩具人偶系列製作的动画剧集，第一季65集，第二季28集。本作为《太空超人》的续集，主角为太空超人的妹妹神力女超人。
2018年11月，改编动画剧集《神娃之伊莎莉亞戰記》於Netflix上播出。

## 在华语圈的播出情况

### 台灣
台視於同年（1985年）引進，譯名為《神力女超人》起初在每週一時段下午6:00至6:30播放，後來不久後便移往每週日上午11:00至12:00專門放映MATEEL產品的時段，接著在《太空超人》之後的半小時播出。
片头台词：我是神娃公主，太空超人跟我是雙胞兄妹。我是水晶宮的守護者，這是我心愛的朋友凌雲飛馬。我有一個神奇的秘密，只要我高高的舉起平妖劍大聲的喊叫，“請賜予我葛雷堡的神奇力量，讓我變成神力女超人”，我馬上就威力無窮，這個秘密只有我幾個好朋友知道，他們就是希望之光、糊塗仙婆以及小萬事通。我們跟一群正義鬥士併肩作戰，目標是趕走邪惡的千面魔，使伊莎莉亞星重新恢復自由。

### 中国大陆
- 北京电视台译制版本

1988年以譯名播出60集，由北京电视台译製，开始在各地方电视台播出。此播出版本为原版第一季的6-65集。
配音演员：郑建初、王江、张慧君、张华、刘燕、高阳、阎勇刚
片头台词：我叫阿多拉，霍曼的亲妹妹。我是水晶城堡的保护者。这，是顺风马，我的坐骑。有一天，我获得了奇迹般的秘密，当我抽出剑说道：“赐予我力量吧……SHE-RA，SHE-RA，SHE-RA，SHE-RA，SHE-RA，我是希瑞……”。只有几个人知道我变成希瑞的秘密，他们是希望之光，拉兹夫人和考尔。我和起义军的朋友们一起，为解救以希利亚，与罪恶的霍达克进行着战斗。
- 上海电视台译制版本

1990年代中期，上海电视台重新译製本片，片名並改为《希拉》。
配音演员：范蕾颖、王玮、李丹青、李传缨、魏思芸、聂梦茜
片头台词：我叫阿多拉，希曼的孪生妹妹，水晶城堡的捍卫者。这是白龙马，我忠实的坐骑。为了获得神奇的力量，我只需要高举宝剑并且说：“赐予我力量，格瑞斯考……SHE-RA，SHE-RA，SHE-RA，SHE-RA，SHE-RA，我是希拉……”。只有几个人知道我的秘密，他们是希望之光，拉兹夫人和考尔。我和我的起义军朋友们为把以塞利亚从以霍达克为首的邪恶势力中解救出来而共同战斗着。

### 香港
香港無綫電視於1986年引進，名稱改為《閃電女俠》，於兒童節目「430穿梭機」中以動畫單元方式播出。

## 外部連結
- 台灣電視資料庫[永久]
- 神力女超人 片頭 (YOUTUBE) （页面存档备份，存于）